# Ligue de diamant 2010 - 100 m masculin
Navigation
2011
Le 100 mètres masculin de la Ligue de Diamant 2010 s'est déroulé du 14 mai au 27 août 2010. La compétition a fait successivement étape à Doha, Oslo, New York, Paris, Stockholm et Londres, la finale se déroulant à Bruxelles. L'épreuve est remportée par l'Américain Tyson Gay qui s'adjuge trois victoires en sept meetings.

## Calendrier
| Date            | Meeting                         | Ville     | Pays        |
| --------------- | ------------------------------- | --------- | ----------- |
| 14 mai 2010     | Qatar Athletic Super Grand Prix | Doha      | Qatar       |
| 4 juin 2010     | Bislett Games                   | Oslo      | Norvège     |
| 12 juin 2010    | Meeting de New York             | New York  | États-Unis  |
| 16 juillet 2010 | Meeting Areva                   | Paris     | France      |
| 6 août 2010     | DN Galan                        | Stockholm | Suède       |
| 13 août 2010    | Aviva London Grand Prix         | Londres   | Royaume-Uni |
| 27 août 2010    | Mémorial Van Damme              | Bruxelles | Belgique    |

## Faits marquants
En l'absence de Usain Bolt et de Tyson Gay, le Jamaïcain Asafa Powell remporte le premier meeting de la saison à Doha en signant successivement 9 s 75 en demi-finale puis 9 s 81 en finale, ces performances n'étant pas homologuées en raison d'un vent trop favorable. Powell confirme son rang lors du meeting suivant, le 4 juin aux Bislett Games d'Oslo, en réalisant le temps de 9 s 72. Un vent trop favorable de 2,1 m/s l'empêche d'améliorer le meilleur temps de l'année sur 100 m qu'il détient avec 9 s 83. Lors du DN Galan, c'est la victoire sans appel de Gay sur Bolt qui marque les esprits : pour la première fois depuis 14 courses de 100 mètres disputées victorieusement, Bolt est battu, nettement : dans ses deux précédentes confrontations avec Gay, il avait battu à chaque fois le record du monde.

## Résultats
| Date | Meeting              | 1er                     | 1er   | 2e                       | 2e    | 3e                       | 3e    |
| --- | -------------------- | ----------------------- | ----- | ------------------------ | ----- | ------------------------ | ----- |
| 14 mai 2010 | Doha (+2,3 m/s)      | Asafa Powell 9 s 81     | 4 pts | Nesta Carter 9 s 88      | 2 pts | Travis Padgett 9 s 92    | 1 pt  |
| 4 juin 2010 | Oslo (+2,1 m/s)      | Asafa Powell 9 s 72     | 4 pts | Richard Thompson 9 s 90  | 2 pts | Churandy Martina 9 s 92  | 1 pt  |
| 12 juin 2010 | New York (+2,4 m/s)  | Richard Thompson 9 s 89 | 4 pts | Yohan Blake 9 s 91       | 2 pts | Daniel Bailey 9 s 92     | 1 pt  |
| 16 juillet 2010 | Paris (-0,3 m/s)     | Usain Bolt 9 s 84       | 4 pts | Asafa Powell 9 s 91      | 2 pts | Yohan Blake 9 s 95 (PB)  | 1 pt  |
| 6 août 2010 | Stockholm (+0,0 m/s) | Tyson Gay 9 s 84        | 4 pts | Usain Bolt 9 s 97        | 2 pts | Richard Thompson 10 s 10 | 1 pt  |
| 13 août 2010 | Londres (-0,4 m/s)   | Tyson Gay 9 s 78 (WL)   | 4 pts | Yohan Blake 9 s 89 (PB)  | 2 pts | Richard Thompson 10 s 05 | 1 pt  |
| 27 août 2010 | Bruxelles (+0,1 m/s) | Tyson Gay 9 s 79        | 8 pts | Nesta Carter 9 s 85 (PB) | 4 pts | Yohan Blake 9 s 91       | 2 pts |
| Records et Performances - AR : Record continental (area record) - CR : Record des championnats (championship record) - MR : Record du meeting (meet record) - NR : Record national (national record) - OR : Record olympique (olympic record) - PR : Record paralympique (paralympic record) - PB : Record personnel (personal best) - SB : Meilleure performance personnelle de la saison (season's best) - WL : Meilleure performance mondiale de l'année (world leader) - WJR : Record du monde junior (world junior record) - WR : Record du monde (world record) Circonstances et Conditions - DNF : N'a pas terminé (did not finish) - DNS : N'a pas pris le départ (did not start) - DQ : Disqualification (disqualification) - NM : Aucun essai valable enregistré (No Mark) - Q : Qualifié « directement » au prochain tour (ou à la prochaine compétition), lors d'une compétition majeure, grâce au classement ou à la réalisation des minima (automatic qualifier) - q : Qualifié au prochain tour (ou à la prochaine compétition), lors d'une compétition majeure, grâce au repêchage ou à la réalisation de l'une des meilleures performances parmi celles des « non qualifiés directement » (grâce au meilleur temps ou à la meilleure distance par exemple) (secondary qualifier) |                      |                         |       |                          |       |                          |       |

## Classement général
| Rang | Athlète                                       | Points |
| ---- | --------------------------------------------- | ------ |
| 1    | Tyson Gay                                     | 16     |
| 2    | Asafa Powell                                  | 10     |
| 3    | Richard Thompson                              | 8      |
| 4    | Yohan Blake                                   | 7      |
| 6    | Usain Bolt Nesta Carter                       | 6      |
| 8    | Daniel Bailey Churandy Martina Travis Padgett | 1      |